# Fagotia wuesti
Fagotia wuesti is een uitgestorven zoetwaterkieuwslak.

## Naam
De soortnaam werd in 1990 gepubliceerd door Tom Meijer (1946-) als Fagotia wuesti. De soort werd vernoemd naar Ewald Wüst (1875-1934) die de paleontologie beschreven heeft van de Vroeg- en Midden Pleistocene grindafzettingen met Fagotia ('Melanopsen Kiese') in Thüringen (Duitsland).

## Beschrijving

### De schelp
Fagotia wuesti heeft een schelp met een langgerekt hoogconische vorm, een zeer spitse apex, tot 9 afgeplatte zeer langzaam in grootte toenemende windingen en een zeer ondiepe sutuur. De spitse apex is vrijwel uitsluitend bij jonge exemplaren te zien, bij oudere exemplaren ontbreekt die, waarschijnlijk door oplossing van de oudste windingen. Dit verschijnsel treedt ook op bij andere Fagotia-soorten. De mondopening is langgerekt ovaal, aan de bovenkant spits toelopend en aan de onderzijde uitlopend in een zwak ontwikkeld kanaal. Aan de pariëtale zijde is een zwak callus ontwikkeld waardoor een navel niet zichtbaar is. De mondrand is scherp, niet verdikt en discontinu. Het schelpoppervlak is glad en sterk glanzend. Er is alleen bij ca. 25× vergroting een zwakke spiraalsculptuur zichtbaar. Groeilijnen zijn omgekeerd S-vormig. Soms zijn resten van een kleurpatroon op de schelp bewaard gebleven dat bestaat uit een donkere spiraalband die net onder de sutuur loopt. Incidenteel zijn zwarte periostracumresten bewaard gebleven. Recente soorten hebben vaak eveneens een zwartgekleurd periostracum.
Fagotia-soorten hebben een hoornachtig operculum dat niet fossiliseert.
Afmetingen van de schelp
- Hoogte: tot 18,5 mm.
- Breedte: tot 6,3 mm.

### Habitat en levenswijze
Fagotia wuesti wordt aangetroffen in molluskenassociaties die wijzen op een lacustrien tot fluviatiel milieu. Het sediment (klei en silt) wijst op stilstaand tot zwakstromend water. Fagotia-soorten zijn alleen uit interglacialen bekend waaruit blijkt dat zij een gematigd warm klimaat nodig hebben. Dit komt overeen met andere nog levende soorten: die hebben een ponto-kaspische verspreiding.

### Huidige verspreiding
De soort is uitgestorven en komt dus niet meer in de huidige fauna voor.

### Fossiel voorkomen
De soort is bekend uit West-Europa en is gevonden op slechts enkele plaatsen in Nederland (Bavel) en Duitsland (Zeuchfeld, Edersleben, Rossleben)
De soort lijkt een beperkt voorkomen in de tijd te hebben. Tot nu toe is zij aangetroffen in het vroege Cromerien en het Bavel Interglaciaal.

### Verwantschap
De soort is verwant met de recente, in de Donau levende soort Fagotia acicularis. Verschillen tussen beide soorten liggen vooral in het aantal windingen, de tophoek en de snelheid waarmee de schelp in grootte toeneemt.

## Afbeeldingen

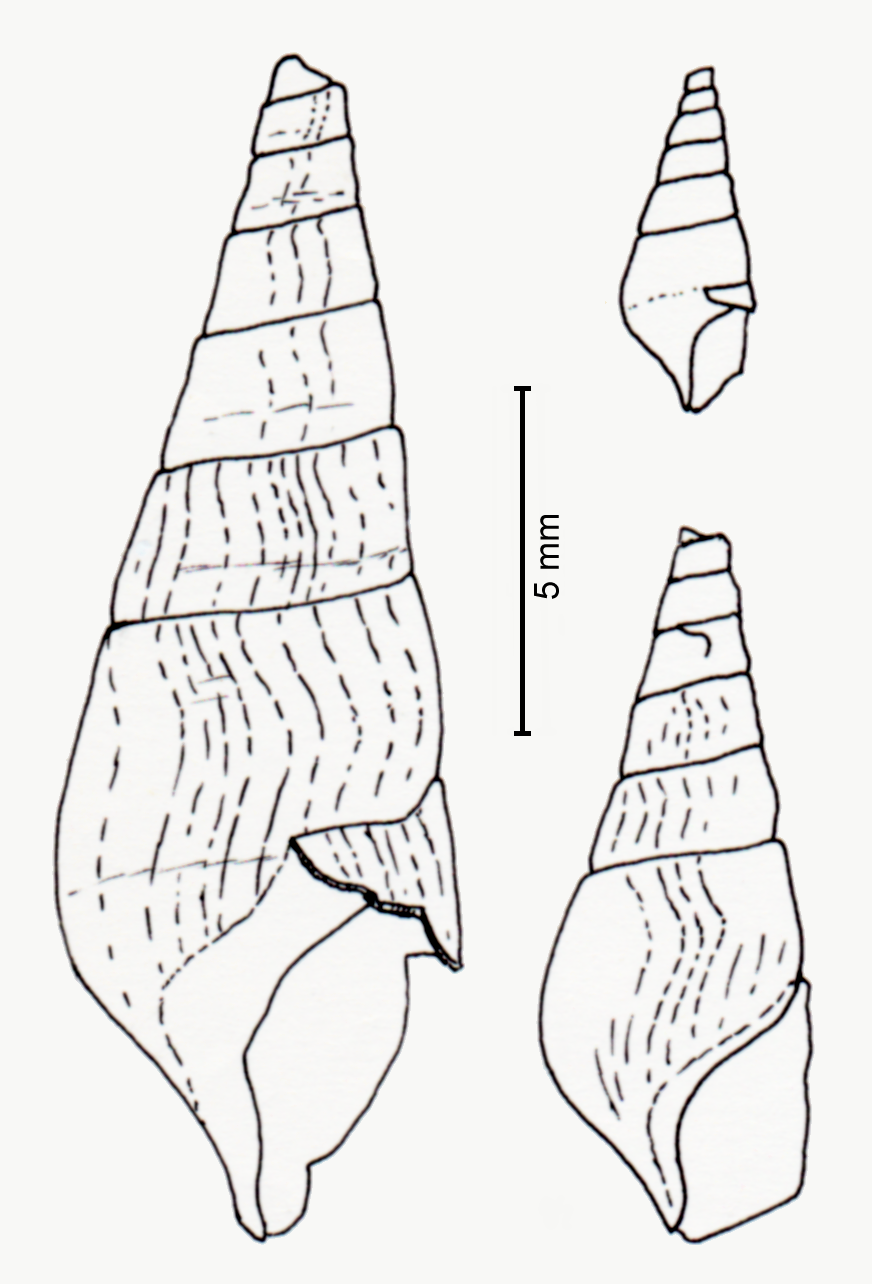
Verschillende groeistadia.

## Verwijzingen